# Polk County (Iowa)
Das Polk County ist ein County im US-amerikanischen Bundesstaat Iowa. Im Jahr 2020 hatte das County 492.401 Einwohner und eine Bevölkerungsdichte von 333,8 Einwohnern pro Quadratkilometer.  Der Verwaltungssitz (County Seat) ist Des Moines.
Das Polk County bildet den Kern der Metropolregion um die Stadt Des Moines.

## Geografie
Das County liegt leicht südlich des geografischen Zentrums von Iowa und wird vom Des Moines River durchflossen. Es hat eine Fläche von 1533 Quadratkilometern, wovon 58 Quadratkilometer Wasserfläche sind. An das Polk County grenzen folgende Nachbarcountys:
| Boone County   | Story County  |               |
| Dallas County  |               | Jasper County |
| Madison County | Warren County | Marion County |

## Geschichte

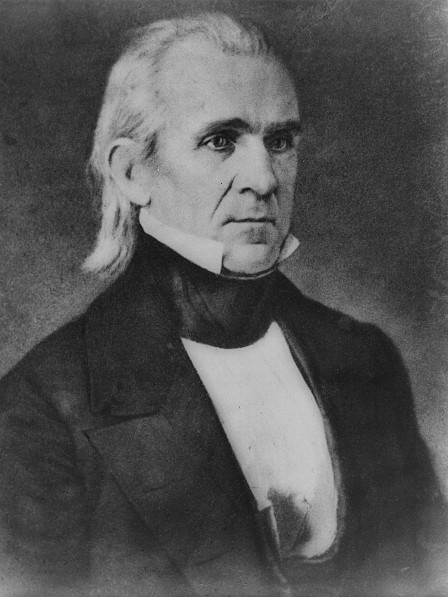
James K. Polk

Bereits drei Jahre vor der Gründung des Countys kam Captain James Allen in die Gegend um die heutige Stadt Des Moines, um ein Fort zu errichten. Dieses wurde nach dem Des Moines River benannt, dem größten und wichtigsten Fluss im Gebiet zwischen den Strömen Mississippi und Missouri.
Die Siedlungen Brooklyn, Polk City, Dudley und Fort Des Moines beschlossen, ein neues County zu bilden. 1845 wurden Abgeordnete in die gesetzgebende Versammlung des Iowa-Territoriums gesandt, die die Festlegung der Grenzen des neuen Countys betrieben.
Am 13. Januar 1845 wurde schließlich ein Gesetz verabschiedet, das die Gründung des Countys und die Festlegung von dessen Grenzen beinhaltete. Am 17. Januar 1846 erfolgte dann die Organisation des Polk County, benannt nach dem Präsidenten James K. Polk (1795–1849). Im gleichen Jahr wurde Brooklyn als Sitz der Verwaltung ausgewählt, das heute ein Teil der Stadt Des Moines ist.
Das erste Gerichts- und Verwaltungsgebäude wurde ebenfalls 1846 errichtet. Im Jahr 1858 wurde bereits mit dem Bau eines neuen Gebäudes begonnen, dessen Bau sich aber durch den Bürgerkrieg bis 1866 hinzog. 1887–1888 bekam das Gebäude ein neues Dach, eine Kuppel und einen Anbau.
Im Jahr 1900 wurde der Bau des heutigen Polk County Courthouse beschlossen, das 1906 seiner Bestimmung übergeben wurde. 1962 wurde das Gebäude modernisiert.
Da das Gebäude aber nicht mehr allen Anforderungen genügte, wurde 1975 das alte Postamt renoviert, um einen Teil der Verwaltung dort unterzubringen.

## Bevölkerung
Nach der Volkszählung im Jahr 2010 lebten im Polk County 430.640 Menschen in 168.352 Haushalten. Die Bevölkerungsdichte betrug 292 Einwohner pro Quadratkilometer. In den 168.352 Haushalten lebten statistisch je 2,44 Personen.
Ethnisch betrachtet setzte sich die Bevölkerung zusammen aus 84,7 Prozent Weißen, 6,0 Prozent Afroamerikanern, 0,3 Prozent amerikanischen Ureinwohnern, 3,5 Prozent Asiaten sowie aus anderen ethnischen Gruppen; 2,4 Prozent stammten von zwei oder mehr Ethnien ab. Unabhängig von der ethnischen Zugehörigkeit waren 7,6 Prozent der Bevölkerung spanischer oder lateinamerikanischer Abstammung.
25,5 Prozent der Bevölkerung waren unter 18 Jahre alt, 63,7 Prozent waren zwischen 18 und 64 und 10,8 Prozent waren 65 Jahre oder älter. 51,0 Prozent der Bevölkerung war weiblich.

Das jährliche Durchschnittseinkommen eines Haushalts lag bei 56.094 USD. Das Prokopfeinkommen betrug 29.246 USD. 10,3 Prozent der Einwohner lebten unterhalb der Armutsgrenze.

## Ortschaften
Citys und Census-designated places (CDP):
| Ort              | Einwohner 2010 | Einwohner 2020 | FIPS     | GNIS   | Typ  |
| ---------------- | -------------- | -------------- | -------- | ------ | ---- |
| Des Moines3      | 203.433        | 214.133        | 19-21000 | 465961 | City |
| West Des Moines3 | 56.609         | 68.723         | 19-83910 | 462839 | City |
| Ankeny           | 45.582         | 67.887         | 19-02305 | 454194 | City |
| Urbandale2       | 39.463         | 45.580         | 19-79950 | 462504 | City |
| Johnston         | 17.278         | 24.064         | 19-39765 | 457978 | City |
| Clive2           | 15.447         | 18.601         | 19-14520 | 455485 | City |
| Altoona          | 14.541         | 19.565         | 19-01630 | 454160 | City |
| Norwalk1         | 8945           | 12.799         | 19-57675 | 459658 | City |
| Pleasant Hill    | 8785           | 10.147         | 19-63525 | 460234 | City |
| Grimes2          | 8246           | 15.392         | 19-33060 | 457148 | City |
| Windsor Heights  | 4860           | 5252           | 19-86250 | 463128 | City |
| Carlisle1        | 3876           | 4160           | 19-10765 | 455166 | City |
| Bondurant        | 3860           | 7365           | 19-07390 | 454745 | City |
| Polk City        | 3418           | 5.543          | 19-64020 | 460351 | City |
| Saylorville      | 3301           | 3584           | 19-70995 | 461450 | CDP  |
| Mitchellville4   | 2254           | 2.485          | 19-52950 | 459156 | City |
| Granger2         | 1244           | 1654           | 19-32160 | 457046 | City |
| Elkhart          | 683            | 882            | 19-24735 | 456304 | City |
| Runnells         | 507            | 457            | 19-69240 | 460848 | City |
| Alleman          | 432            | 423            | 19-01180 | 454132 | City |
| Sheldahl5        | 319            | 297            | 19-72345 | 461555 | City |

1 – teilweise im Warren County

2 – teilweise im Dallas County

3 – teilweise im Dallas und im Warren County

4 – teilweise im Jasper County

5 – teilweise im Boone und im Story County

Von der Volkszählung nicht separat erfasste Unincorporated Communities:
| - Adelphi - Adventureland Estates - Avon - Berwick - Camp Dodge - Capitol Heights - Carbondale | - Carney - Clover Hills - Commerce - Crocker - East Des Moines - East Fourteenth - Farrar | - Enterprise - Herrold - Highland Park - Ivy - Lovington - Lundstrom Heights - Marquisville | - Norwoodville - Oralabor - Risingsun - Santiago - Saydel - South Des Moines - White Oak |

## Gliederung
Das Polk County ist in 21 Townships eingeteilt:
| Township            | Einw. (2010) | FIPS     |
| ------------------- | ------------ | -------- |
| Allen Township      | 2448         | 19-90042 |
| Beaver Township     | 3032         | 19-90168 |
| Bloomfield Township | 31.301       | 19-90270 |
| Camp Township       | 2183         | 19-90456 |
| Clay Township       | 16.022       | 19-90690 |
| Crocker Township    | 45.595       | 19-90858 |
| Delaware Township   | 8317         | 19-90951 |

| Township            | Einw. (2010) | FIPS     |
| ------------------- | ------------ | -------- |
| Des Moines Township | 98.631       | 19-90987 |
| Douglas Township    | 5542         | 19-91056 |
| Elkhart Township    | 1525         | 19-91185 |
| Four Mile Township  | 9250         | 19-91371 |
| Franklin Township   | 3760         | 19-91425 |
| Jefferson Township  | 7695         | 19-92247 |
| Lee Township        | 63.026       | 19-92409 |

| Township            | Einw. (2010) | FIPS     |
| ------------------- | ------------ | -------- |
| Lincoln Township    | 1001         | 19-92595 |
| Madison Township    | 3488         | 19-92781 |
| Saylor Township     | 6472         | 19-93759 |
| Union Township      | 314          | 19-94257 |
| Walnut Township     | 66.174       | 19-94410 |
| Washington Township | 420          | 19-94548 |
| Webster Township    | 54.365       | 19-94629 |

Daneben gibt es noch das Saylorville Reservoir UT, ein Unorganized Territory, das keiner Township angehört.